# Pietro Scalvini

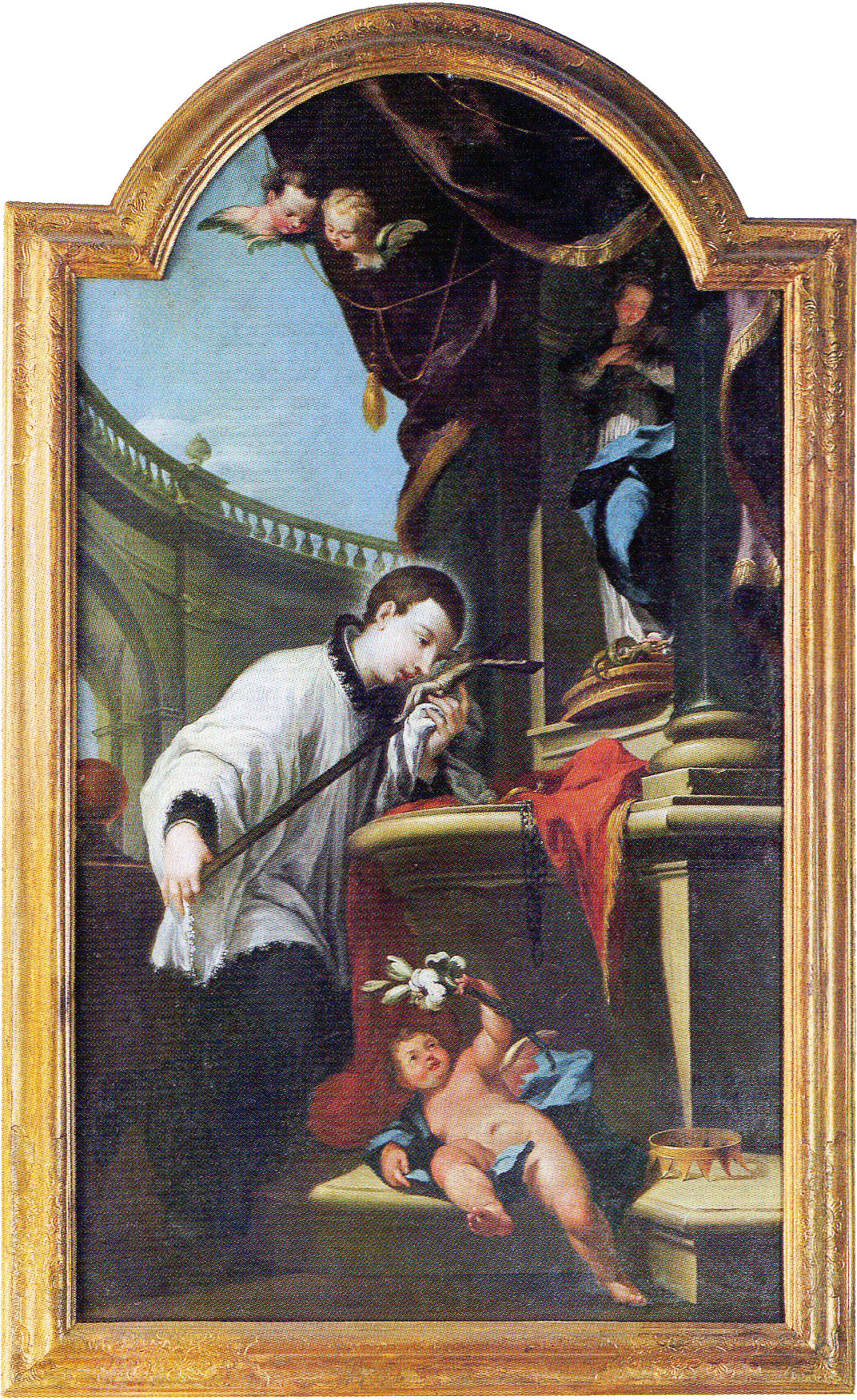
Pietro Scalvini, San Luigi Gonzaga adora il Crocifisso, 1753 (?), chiesa di San Giacomo, Brescia.

Pietro Scalvini (Brescia, 1718 – Brescia, 1792) è stato un pittore e decoratore italiano.

## Biografia
La sua formazione è concordemente riferita, dalle biografie dei commentatori dell'epoca, alla scuola di Ferdinando del Cairo. L'avvio del suo iter artistico sembra doversi collocare a Bovegno con gli affreschi del santuario di San Bartolomeo e una tela nella chiesa della frazione Magno. Altre opere giovanili si collocano entro il 1747, quando firma e data l'Adorazione della Croce con i santi Pietro Regalato e Giacomo della Marca per la chiesa di San Giuseppe.
Negli anni cinquanta arrivano commissioni di imprese di grande respiro come la decorazione della chiesa di San Gaetano, a partire dalla quale, per più di un trentennio, diventa uno dei protagonisti del panorama artistico locale, principalmente grazie alla sua foga e al suo estro decorativo.
Lo Scalvini lavorerà anche come ritrattista, ma questo settore della sua attività è poco noto a causa delle poche opere individuate. Ben documentato, invece, è il suo impiego come disegnatore per l'incisore veneziano di Francesco Zucchi.

## Stile
Federico Nicoli Cristiani (1807) scrive, riguardo al suo maestro Ferdinando del Cairo, che "non avendo potuto insegnargli quella simmetria, né quella esattezza ch'egli stesso non conosceva, fatalmente [Pietro Scalvini] anneghittì quel gentile virgulto in terra sterile e ingrata". Esplorando la vasta produzione dello Scalvini, però, non sembra che egli abbia avuto molto da soffrire a causa dell'ambiente poco stimolante del maestro. Risulta evidente, infatti, che abbia imparato da sé, e ben presto, a guardare con attenzione ciò che avveniva nel panorama della cultura pittorica del suo tempo, senza affezionarsi a nessun maestro ma facendo a tutti sistematicamente ricorso nei momenti di bassa inventiva, non prendendosi cura di correggere eventuali problemi di anacronismo o di moda.
La sua produzione, fortunatamente in gran parte firmata e datata, non è caratterizzata da una definita linea evolutiva e, anche se mancassero le date come riferimenti cronologici, non imporrebbe comunque complesse analisi critiche per stabilire il taglio delle sue scelte e le sue momentanee predilezioni.
Similmente, la stessa bottega di Francesco del Cairo sembra aver avuto poche influenze sulla sua arte, compresa quella giovanile: unico carattere riscontrabile in questo senso, secondo Bruno Passamani (1964), è "quella versione della bellezza fragile e un poco manierata per la quale i volti ed i corpi delle sue figure hanno il profumo d'una delicata giovinezza muliebre e le espressioni sono addolcite in teneri sottintesi".
L'inventario delle sue fonti artistiche, sommariamente catalogato nei pochi studi che sono stati condotti sullo Scalvini, contiene i nomi di Sebastiano Ricci, Giambattista Tiepolo, Giovanni Battista Pittoni, Carlo Innocenzo Carloni, il Quaglia, Francesco Fontebasso e Pietro Longhi. Soprattutto verso quest'ultimo dimostrerà un deciso orientamento nei cicli decorativi profani eseguiti negli ultimi anni della sua vita.

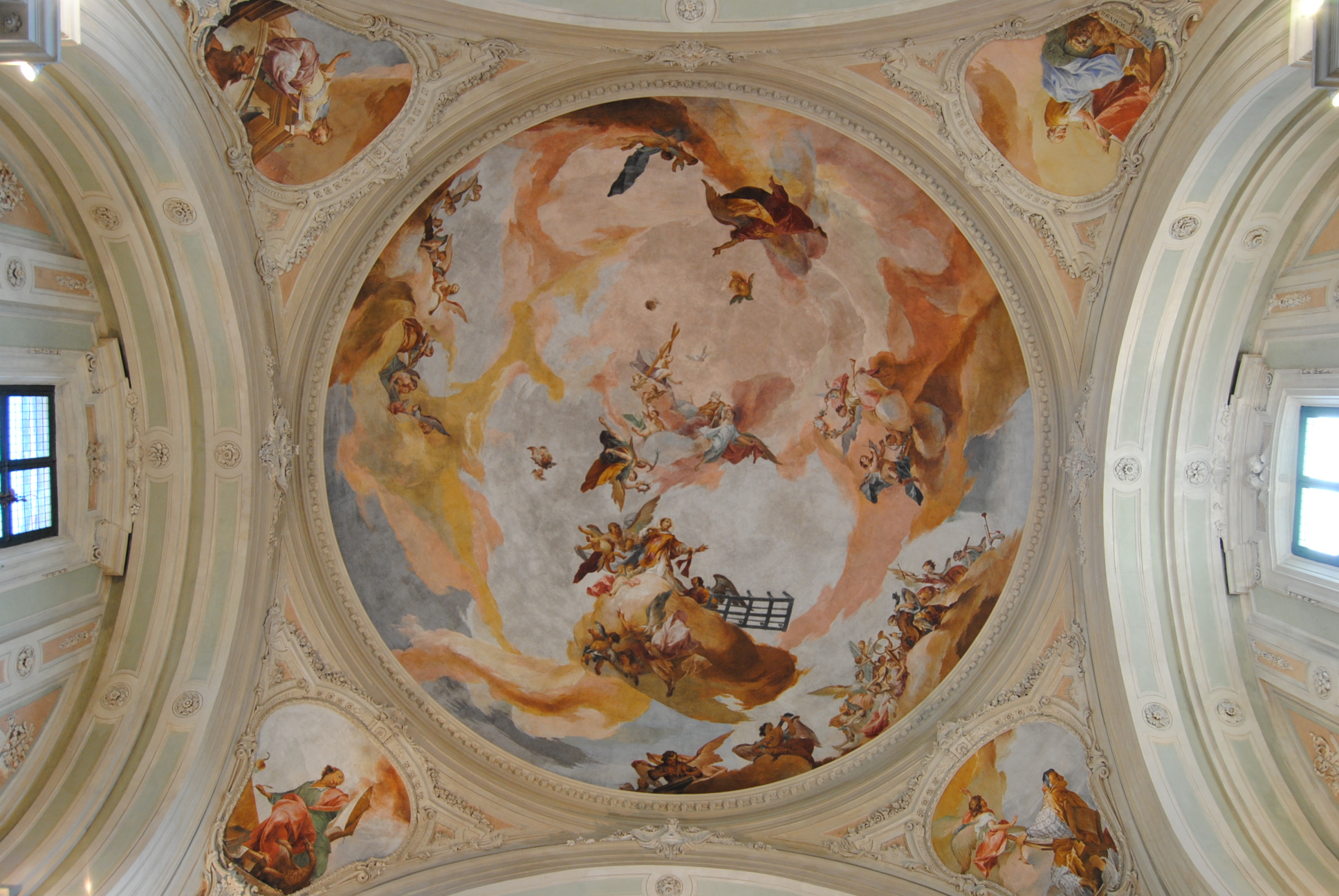
P. Scalvini, Apoteosi di San Lorenzo Martire e quattro evangelisti, cupola centrale e pennacchi, 1786, chiesa di San Lorenzo Martire, Nuvolera.

Curiosamente, la grande quantità di commissioni per dipinti su san Luigi Gonzaga e aspetti della sua vita consentono di affermare che lo Scalvini contribuì in modo determinante a fornire schemi iconografici per la devozione di questo santo, canonizzato nel 1726 e dichiarato patrono della gioventù studentesca nel 1729.

## Opere
La sua produzione è praticamente sterminata e comprende cicli decorativi ad affresco in numerosissimi edifici civili e religiosi della Lombardia e del Veneto, concentrate principalmente nella provincia di Brescia e nel capoluogo.
- Madonna col Bambino e san Giovanni Nepomuceno, chiesa parrocchiale di Magno (Bovegno).
- Affreschi del santuario di San Bartolomeo, 1742, Bovegno.
- Affreschi della chiesa parrocchiale di Collebeato.
- San Antonio abate in preghiera, 1746, chiesa di San Giorgio, Brescia.
- San Luigi Gonzaga adora il Crocifisso, 1753 (?), chiesa di San Giacomo, Brescia.
- Adorazione della Croce con i santi Pietro Regalato e Giacomo della Marca, 1747, chiesa di San Giuseppe, Brescia.
- Pala di sant'Apollonia, 1761, chiesa di San Giuseppe, Brescia.
- Affreschi della chiesa di San Gaetano, Brescia.
- Affreschi della chiesa di san Carlino, Brescia.
- Affreschi della chiesa parrocchiale di Castrezzato.
- Affreschi di Palazzo Soncini, Brescia.
- Affreschi di Palazzo Fenaroli, Brescia.
- Affreschi di casa Appiani, Brescia.
- Affreschi di Palazzo Martinengo-Cadeo, Travagliato
- Affreschi di Palazzo Grassi, Venezia.
- Affreschi e decorazioni di Santa Maria Annunciata, Borgosatollo.
- Altare della pieve di Santa Maria Assunta a Cividate Camuno.
- Affreschi della chiesa del Suffragio in Nuvolera, ante 1786.
- Affreschi della chiesa di San Lorenzo Martire in Nuvolera, 1786.
- Affreschi della chiesa di San Carlo Borromeo in Gardone Val Trompia, 1773.